# Старый Кырлай
Ста́рый Кырла́й (тат. Иске Кырлай) — село в Арском районе Республики Татарстан, в составе Старокырлайского сельского поселения.

## География
Село находится на реке Ия, в 12 км к северу от районного центра, города Арска.

## История
Село основано не позднее начала XVII века переселенцами из села Хохлово.
В XVIII – первой половине XIX веков жители относились к сословию государственных крестьян. Основные занятия жителей в этот период – земледелие и скотоводство, были распространены пчеловодство, изготовление берд (деталь ткацкого станка в виде гребня).
В «Списке населенных мест по сведениям 1859 года», изданном в 1866 году, населённый пункт упомянут как казённая деревня Старый Крылай 2-го стана Казанского уезда Казанской губернии. Располагалась при речке Ия, по левую сторону Сибирского почтового тракта, в 75 верстах от губернского города Казани и в 12 верстах от становой квартиры в заштатном городе Арске. В деревне в 49 дворах жили 576 человек (281 мужчина и 295 женщин). Была мечеть.
В начале XX века в селе функционировали 2 мечети, водяная мельница, кузница, 3 мелочные лавки. В этот период земельный надел сельской общины составлял 1158,3 десятины.
В 1929 году в селе организован колхоз «Кызыл Кырлай».
До 1920 года село входило в Кармышскую волость Казанского уезда Казанской губернии. С 1920 года в составе Арского кантона ТАССР. С 10 августа 1930 года в Арском районе.

## Население
| 1782 | 1859 | 1897 | 1908 | 1920 | 1926 | 1938 | 1949 | 1958 | 1970 | 1979 | 1989 | 2002 | 2010 | 2015 |
| ---- | ---- | ---- | ---- | ---- | ---- | ---- | ---- | ---- | ---- | ---- | ---- | ---- | ---- | ---- |
| 91   | 576  | 684  | 674  | 763  | 669  | 574  | 464  | 457  | 465  | 384  | 247  | 332  | 320  | 343  |

Национальный состав деревни: татары.

## Экономика
Жители работают преимущественно в «Агрофирме «Кырлай», крестьянском фермерском хозяйстве, занимаются полеводством, молочным скотоводством.

## Объекты образования, культуры и медицины
В селе действуют неполная средняя школа, детский сад, дом культуры, библиотека, фельдшерско-акушерский пункт.

## Религиозные объекты
Мечеть.